# 金素秋
金素秋（1912年4月19日—1991年），原名下淑容，又名丁叔庸，艺名小惠仙。河北河间人，生于天津，中华人民共和国戏剧家，旦角演员。

## 生平
早年跟从海德仙学艺，习青衣花旦，演于京、津等地。1927年应邀参加日本福冈县博览会的名优演出，颇受好评、后随田汉、欧阳予倩等从事京剧改革，演出《新潘金莲》、《金钵记》、《人面桃花》等新戏。1941年参加四维剧社，从事编剧工作，并任主演，演出《恩与怨》、《残年》、《离乱记》等新戏。1949年后，加入云南省京剧团，与关肃霜、刘奎宫、徐敏初、裘世戎等同台合作，后期主要从事编导工作，作品有新编京剧《阿黑与阿诗玛》，后担任为云南省京剧院艺术顾问，著有自传《篱下菊》。1991年去世。